# Oelpan

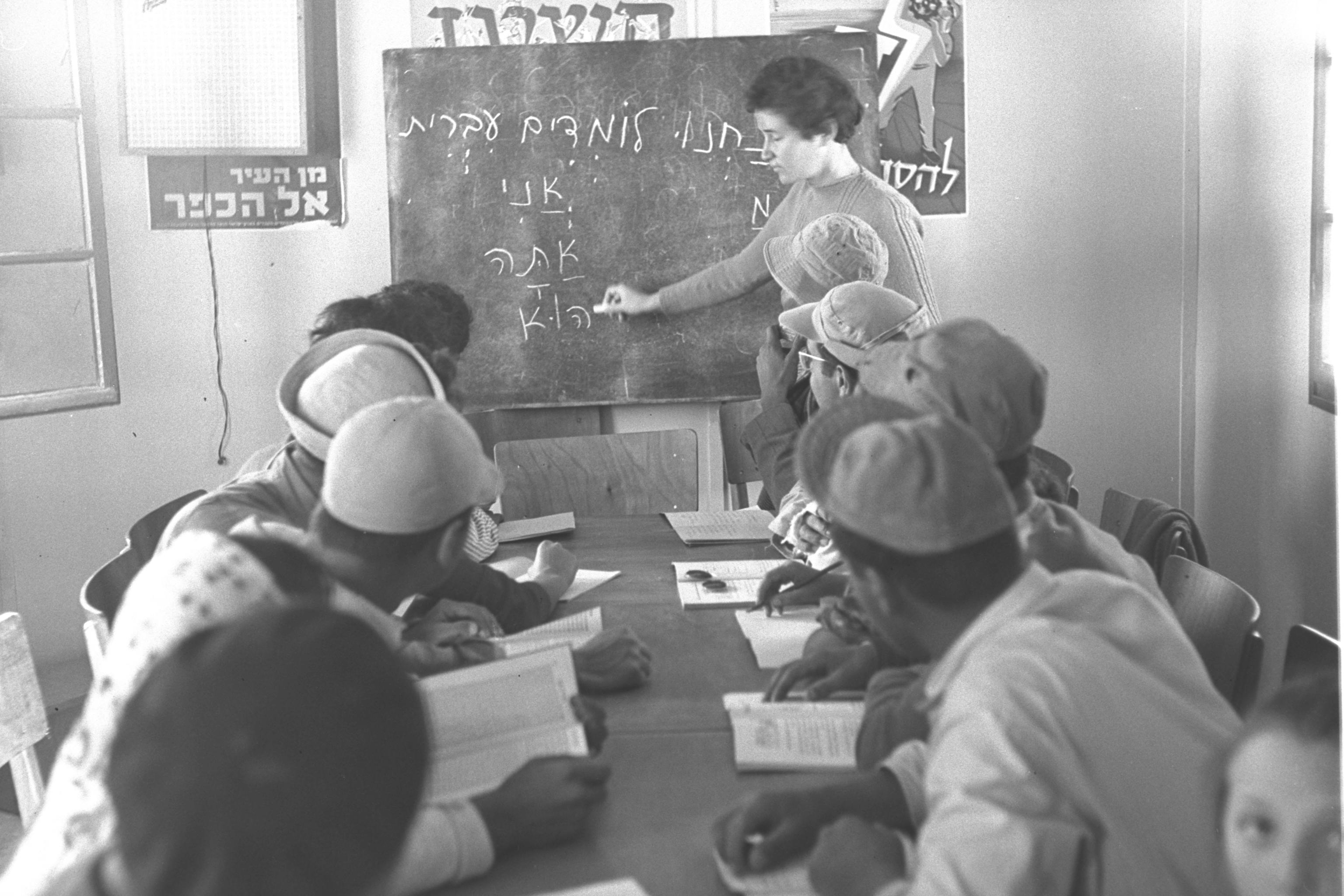
Oelpan in Dimona, 1955.

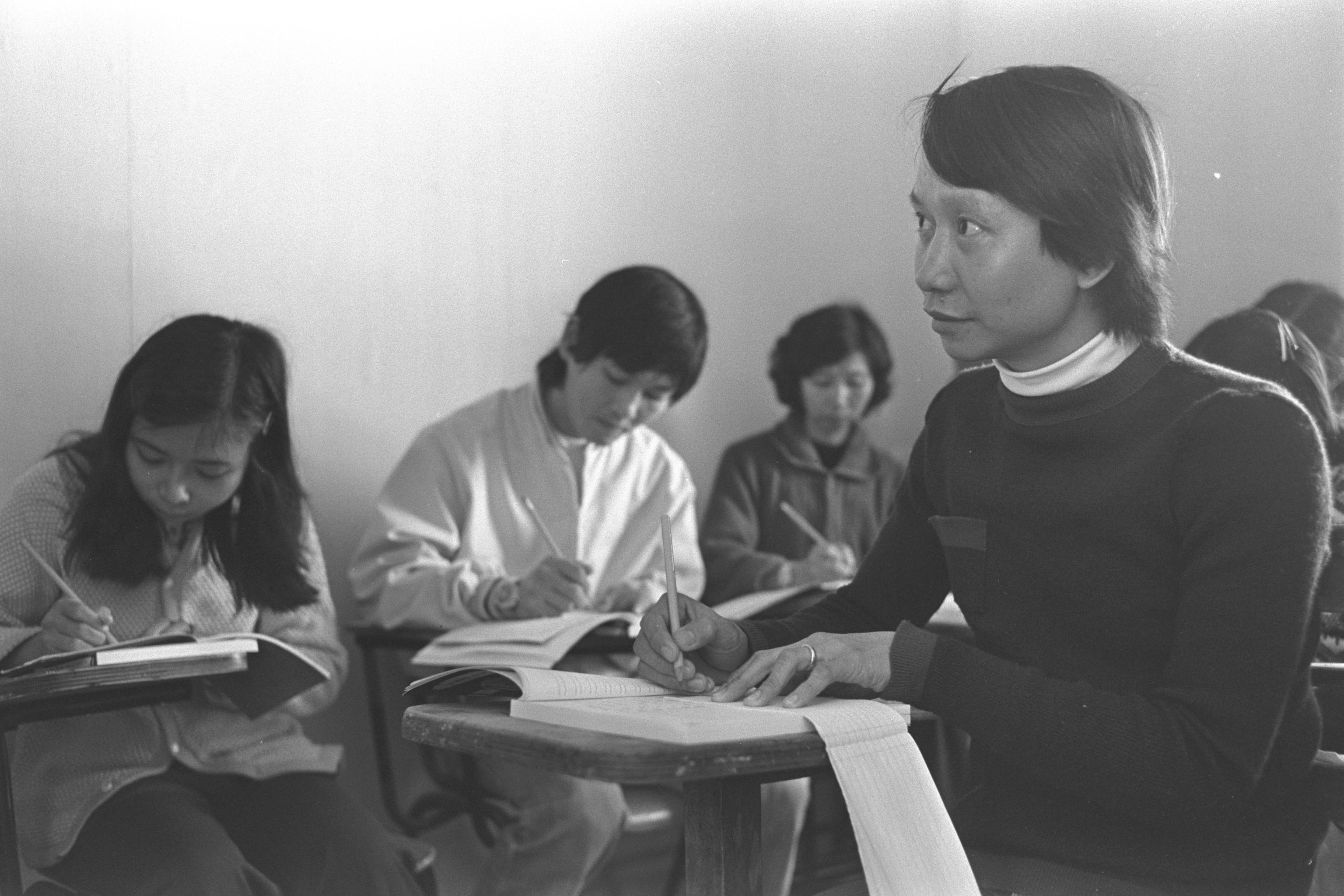
Vietnamese vluchtelingen in Afula, 1979.

Een oelpan (Hebreeuws: אֻלְפָּן; meervoud: oelpaniem), vaak gespeld als ulpan en voluit oelpan ivriet dan wel ulpan ivrit genoemd, is een intensieve taalcursus om Modern Hebreeuws te leren. In deze context staat het woord oelpan voor 'instructie'; een andere betekenis ervan is 'studio'. Het woord iloef (אִלוּף), dat ermee samenhangt, betekent 'training'.

## Achtergrond
Het concept van de oelpan is ontworpen om volwassen immigranten in Israël de taalvaardigheden mee te geven op het gebied van lezen, schrijven, luisteren en spreken. De meeste oelpaniem geven daarnaast ook les in de cultuur, geografie en geschiedenis van het land. Het primaire doel van de oelpan is om nieuwe burgers te helpen zo snel en gemakkelijk mogelijk te integreren in hun nieuwe thuisland. De eerste oelpan werd in 1949 in Jeruzalem opgericht, met als doel een gevoel van gemeenschappelijke identiteit en verbondenheid te ontwikkelen onder Joden van verschillende culturen.
Het ministerie van Alia en Integratie, het ministerie van Educatie en de Jewish Agency for Israel leiden de oelpaniem. Nieuwe immigranten hebben recht op vrijstelling van collegegeld. Oelpaniem kunnen worden gevolgd in steden, kibboetsen en universiteiten. Ook toeristen en diplomaten mogen een dergelijke cursus volgen, maar dan tegen betaling.
Een oelpan omvat circa 500 uur aan studie. De lessen vinden hierbij meestal plaats in de ochtend, vijf dagen per week en vijf maanden lang.
Er zijn zes niveaus, te weten alef (א), beet (ב), gimel (ג), dalet (ד), hee (ה) en waw (ו). De benamingen komen van de eerste zes letters van het Hebreeuwse alfabet. Deze zes niveaus komen niet helemaal overeen met de niveaus die zijn opgesteld door het Gemeenschappelijk Europees referentiekader. Zo is het eerste niveau opgedeeld in A1.1 en A1.2 terwijl de laatste twee niveaus onder C1 vallen en hierdoor als C1.1 en C1.2 vertaalbaar zijn.

## Kritiek
Een overheidsonderzoek uit 2007 toonde aan dat zelfs na vijf maanden intensieve studie van het Hebreeuws, 60% van de immigranten ouder dan 30 jaar niet weet hoe ze Hebreeuws moeten lezen, schrijven of spreken op een minimaal niveau. De situatie onder de Russische bevolking, die ten tijde van de Sovjet-Unie in groten getale naar Israël emigreerden, werd als nog zorgelijker bestempeld: 70% van de Russisch sprekende Israëliërs zou het nieuws in het Hebreeuws niet kunnen volgen.
Als resultaat van het onderzoek stelde de Knesset een commissie in om de situatie te onderzoeken en aanbevelingen te doen voor het verbeteren en wijzigen van de algemeen toegepaste methode. In 2011 volgde een rapport waarin werd gesteld dat veel oelpaniem middelmatig presteren. Dit zou komen doordat de lessen werden gegeven in te grote groepen en in slecht onderhouden gebouwen, maar ook door het gebrek aan apparatuur en vernieuwde lesmethoden. In de jaren erop werden er nieuwe methoden ontwikkeld en nieuwe oelpaniem geopend die bewust afwijken van de alom bekende werkwijze. Deze oelpaniem omschrijven zichzelf als 'kritische oelpan' of 'alternatieve oelpan'.